# Dick Armey
Richard Keith Armey, detto Dick (Cando, 7 luglio 1940), è un politico statunitense, membro della Camera dei Rappresentanti per lo stato del Texas dal 1985 al 2003.

## Biografia
Nato nel Dakota del Nord, Armey studiò alla University of North Dakota e all'Università dell'Oklahoma. Dopo la laurea lavorò come docente di economia in vari atenei, tra cui la University of North Texas.
Entrato in politica con il Partito Repubblicano, nel 1984 venne eletto all'interno della Camera dei Rappresentanti, sconfiggendo il deputato democratico in carica Tom Vandergriff. Negli anni successivi Armey, repubblicano conservatore, fu riconfermato dagli elettori per altri otto mandati.
Armey scalò posizioni all'interno del partito, raggiungendo posizioni di vertice. Nel 1994 redasse insieme a Newt Gingrich il contratto con l'America e quando i repubblicani ottennero la maggioranza alla Camera, Gingrich divenne Presidente della Camera mentre Armey fu investito del ruolo di leader di maggioranza. Nel 2002, dopo diciotto anni di permanenza, Armey annunciò la propria intenzione di lasciare il Congresso. Suo figlio Scott si candidò per succedergli alla Camera, ma fu sconfitto nelle primarie da Michael C. Burgess.
In seguito, fu assunto come consulente da DLA Piper.